# Programzene
A programzene hangszeres zene, amely valamilyen fogalmilag megragadható téma leírásával kapcsolatos. Célja, hogy a hallgató a zenéhez képeket, helyzeteket, hangulatokat asszociáljon. Erre a programra legtöbbször maga a zeneszerző utal a címadással. A megzenésítésre alkalmas téma befolyásolja a mű megformálását. A programzene esetében két típus létezik annak függvényében, hogy valamely zene a puszta hangfestés eszközeivel és, vagy pedig a program a zenei koncepció kereteit adja. A programzene az abszolút zene ellentéte.

## Története
A programzene gyökerei a reneszánszra nyúlnak vissza, a legjellemzőbb azonban a barokk és romantikus zenére. A klasszicizmus korában kevésbé volt divatos. Első nagy képviselői Louis Couperin és a clavecinisták voltak a 17. században, akik az élet teljes panorámáját igyekeztek karakterdarabjaikban megrajzolni. Vivaldi egyes concertói (A négy évszak), majd a 18. századi szimfóniák is tele vannak a természet átélésének hangjaival (pastorale, tempesta, caccia, Haydn napszak-szimfóniái stb.). Beethoven 1808-as Pastorale-szimfóniáját tekintik a szimfonikus programzene őseként.
A tulajdonképpeni programzene Párizsban született 1800 táján, de az igazi korszakalkotó mű Berlioz Fantasztikus szimfóniája és a Harold Itáliában című műve volt. Berlioz a beethoveni szimfóniát hangszeres drámaként magyarázta, s ezzel előkészítette a talajt Liszt szimfonikus költeményei számára. Liszt és az újnémet iskola képviselői szerint a szimfónia a múlt egy állomása, amelyet fel kell hogy váltson a zenét és az irodalmat egyesítő, magasabb rendű műfajnak tartott szimfonikus költemény. A valódi programzene a zenei gondolkodásmód megújítását, a klasszikus formák újakkal történő felváltását jelentette, amely feltételezte a hangszerelésnek, a motívumvariálásnak, a vezérmotívumnak, egy újfajta harmóniavilágnak és a fantáziaszerű megformálásnak a művészetét, még inkább fokozva ezzel a zene leíró, expresszív, asszociatív, szimbolikus és szinesztéziás képességeit. Az új műfaj új nevet nyert - "szimfonikus költemény" formában. Debussy a felidézett hely vagy alkalom hangulatát teremtette meg, Richard Strauss szimfonikus költeményei pedig a programzene kimagasló értékű alkotásai. César Franck Dzsinnje is  példa a műfajra. Ugyanakkor a szimfonikus zenének is gyakran van belső programja (Mahler, Sosztakovics).